# Округ Чероки (Тексас)
Округ Чероки (енгл. Cherokee County) је округ у америчкој савезној држави Тексас. По попису из 2010. године број становника је 50.845.

## Демографија
Према попису становништва из 2010. у округу је живело 50.845 становника, што је 4.186 (9,0%) становника више него 2000. године.
| Група             | 2000.          | 2010.          |
| Белци             | 32.347 (69,3%) | 31.892 (62,7%) |
| Афроамериканци    | 7.446 (16,0%)  | 7.498 (14,7%)  |
| Азијати           | 188 (0,4%)     | 237 (0,5%)     |
| Хиспаноамериканци | 6.178 (13,2%)  | 10.499 (20,6%) |
| Укупно            | 46.659         | 50.845         |